# Nomi, Ishikawa
Nomi (能美市 Nomi-shi) là một thành phố thuộc tỉnh Ishikawa, Nhật Bản.